# Scylaticus miniatus
Scylaticus miniatus är en tvåvingeart som beskrevs av Becker 1915. Scylaticus miniatus ingår i släktet Scylaticus och familjen rovflugor. Inga underarter finns listade i Catalogue of Life.